# Muérdete la lengua (canción)
«Muérdete la lengua» es una canción de rock grabado por la cantante chilena y autora de canciones Francisca Valenzuela, siendo el tercer sencillo oficial de su álbum debut, Muérdete la lengua (2007). El sencillo fue publicado el 15 de septiembre de 2007.

## Créditos

### Personal
- Francisca Valenzuela – voz
- Francisco Durán – guitarra acústica y eléctrica.
- Jorge Chehade – guitarra eléctrica
- Pedro Araneda – bajo
- Mauricio Galleguillos – batería y percusión.

### Grabación
- Gonzalo "Chalo" González: grabación, mezcla y masterización.
- Juan Pablo Bello: asistente de grabación.

## Video musical
El vídeo musical oficial de la canción "Muérdete la lengua" se estrenó en MTV Latinoamérica el 30 de septiembre de 2007 con gran popularidad en los canales de música chilena, más tarde se estrenó en Vía X y Zona Latina. El video musical fue dirigido por Igal Weitzman.
- Productora: Feel in Films International Entertainments
- Producción de diseño: Paloma Chicharro
- Dirección de arte: Mariana Pardo
- Dirección de fotografía: Ángelo Palumbo
- Pelo y maquillaje: Taly Weisberg y Anthony G

## En la cultura popular
- 2008-09: Fue usado en varios capítulos de El Blog de la Feña.
- 2011: Fue usado en varios capítulos de Soltera otra vez.